# Shawn Tolleson
Shawn Mark Tolleson (né le 19 janvier 1988 à Dallas, Texas, États-Unis) est un lanceur de relève droitier des Rangers du Texas de la Ligue majeure de baseball.

## Carrière

### Dodgers de Los Angeles
Joueur évoluant à l'Université Baylor de Waco au Texas, Shawn Tolleson est repêché par les Dodgers de Los Angeles au 30e tour de sélection en 2010.
Dès ses débuts en ligues mineures dans l'organisation des Dodgers, Tolleson, un lanceur de relève, se voit confier le rôle de stoppeur. Il réussit 17 sauvetages en 26 parties jouées pour les Raptors d'Odgen, le club-école de niveau recrues en 2010. En 2011, avec trois clubs-écoles différents, il compte 25 sauvetages et est élu meilleur lanceur de l'année dans le réseau de filiales des Dodgers.
Tolleson fait son entrée dans le baseball majeur avec les Dodgers de Los Angeles le 7 juin 2012. Il joue 40 matchs du club cette année-là, puis un dernier la saison suivante. En 37 manches et deux tiers lancées au total dans l'uniforme des Dodgers, sa moyenne de points mérités s'élève à 4,30 avec trois victoires, une défaite et 39 retraits sur des prises.

### Rangers du Texas
Le 20 novembre 2013, Tolleson est réclamé au ballottage par les Rangers du Texas, pour qui il dispute une première saison en 2014. Il s'avère alors un atout important dans l'enclos de relève : envoyé au monticule à 64 reprises, il maintient une moyenne de points mérités de 2,76 en 71 manches et deux tiers lancées, avec trois victoires, une défaite et 69 retraits au bâton.
Devenu stoppeur des Rangers en mai 2015 en remplacement de Neftalí Feliz, Tolleson réalise 35 sauvetages durant la saison. Sa moyenne de points mérités s'élève à 2,99 en 72 manches lancées lors de 73 sorties, et il réussit un nouveau sommet personnel de 76 retraits sur des prises. À ses premières séries éliminatoires, il blanchit les Blue Jays de Toronto en 3 manches de travail.
Tolleson perd son poste de stoppeur des Rangers en 2016, une saison à oublier pour le releveur, qui affiche une moyenne de points mérités de 7,68 en 36 manches et un tiers lancées. C'est sa dernière saison au Texas, après avoir réussi 46 sauvetages durant les deux dernières de ses trois années chez les Rangers.
Le 23 janvier 2017, Tolleson signe avec les Rays de Tampa Bay un contrat d'une saison à un million de dollars, assorti de plusieurs bonis à la performance pouvant lui valoir la somme supplémentaire de 1,5 million. Blessé au bras, il subit une opération Tommy John en mai 2017 et ne joue jamais un seul match pour les Rays.
Le 21 décembre 2017, il signe un contrat des ligues mineures avec son ancienne équipe, les Rangers du Texas.